# Wachstumspartei
Die Wachstumspartei (russisch Партия Роста) war eine rechtsliberale und konservative politische Partei in Russland. Sie entstand 2016 aus der Partei Rechte Sache und vereinigte sich 2024 mit der Partei Neue Leute.

## Geschichte

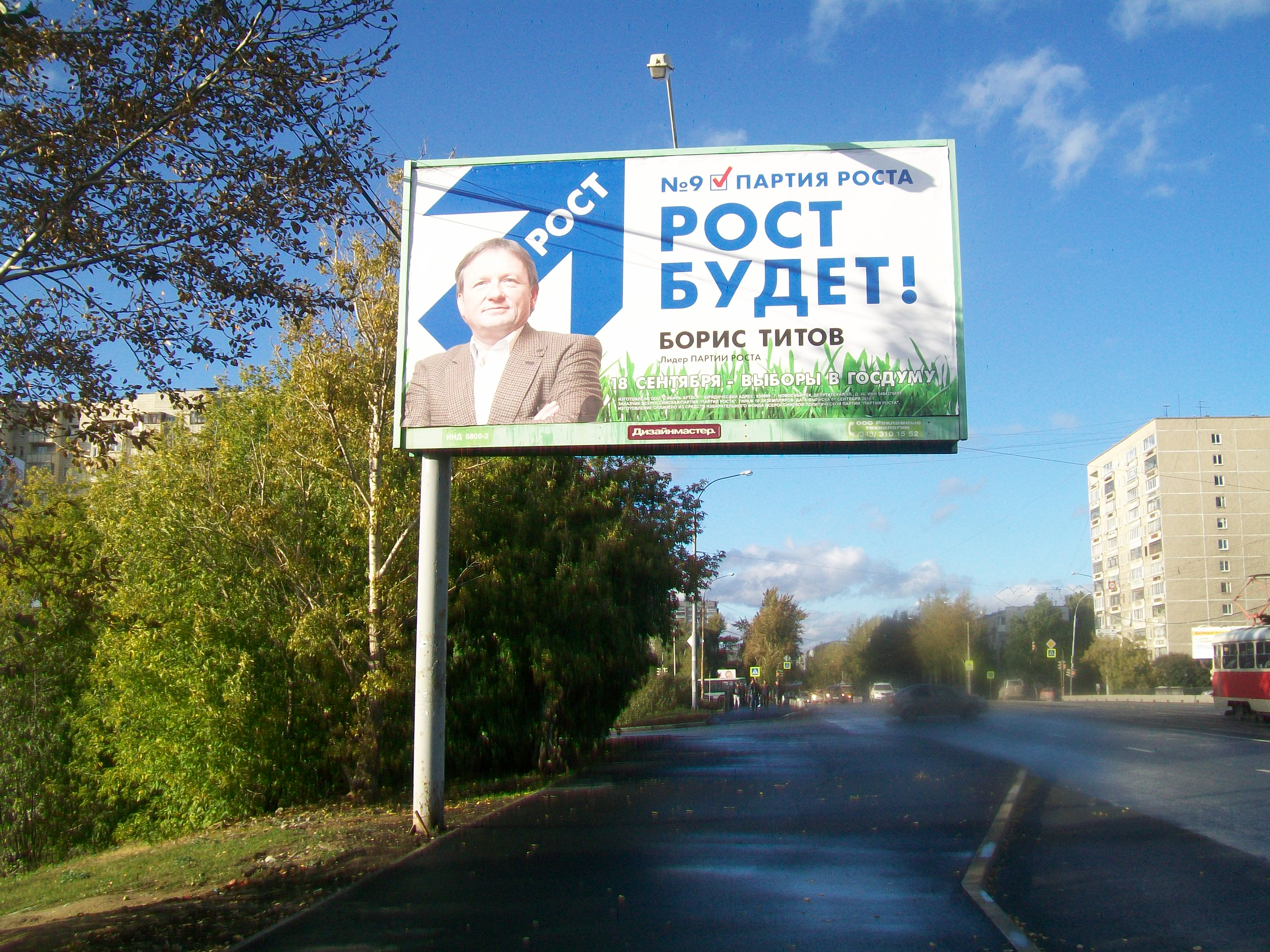
Wahlplakat der Wachstumspartei in Jekaterinburg 2016

Auf der Suche nach einer bestehenden Partei, die die Interessen von „kleinen und mittelständischen“ Unternehmen erfolgreich wahrnehmen könne, entschied sich der Unternehmer und Vorsitzende des Wirtschaftsausschusses des politischen Dachverbandes Gesamtrussische Nationale Front Boris Titow im Februar 2016 für die Partei Rechte Sache (Правое дело).
Am 29. Februar 2016 ließ er sich auf einem Parteitag zum neuen Vorsitzenden wählen. Sein Eindringen in die Partei stieß auf heftigen Widerspruch von zahlreichen Mitgliedern und insgesamt 25 Unterverbänden.
Boris Titow gewann einige wichtige Unternehmer und einige Abgeordnete anderer Parteien (wie Gerechtes Russland und der Regierungspartei Einiges Russland) für eine Mitarbeit, teilweise auch ohne eine Mitgliedschaft. Am 26. März 2016 wurde die Partei in „Wachstumspartei“ umbenannt.
Einige frühere Mitglieder verließen die Partei. Bei den Dumawahlen 2016 erreichte sie 1,29 % der Stimmen ohne ein Abgeordnetenmandat. Ende 2023 einigte sich die Partei mit der Partei Neue Leute auf einen zukünftigen Zusammenschluss, dessen Präsidentschaftskandidat 2024 Wladislaw Dawankow sie in der Folge unterstützt. Die Fusion wurde im April 2024 vollzogen und die neue Partei firmiert unter dem Namen Neue Leute, da diese Partei auch über eine Dumafraktion verfügt und der größere der beiden Partner ist.